# Club Natació Terrassa
El Club Natació Terrassa és un club poliesportiu de la ciutat de Terrassa, dedicat principalment a la pràctica de la natació, el waterpolo i el patinatge artístic.
És el primer club esportiu de Terrassa en nombre d'associats i el quart de Catalunya, i té les seves instal·lacions a l'àrea olímpica de la ciutat. Es va fundar el 3 de juny de 1932 com a club dedicat a la natació i al waterpolo. Posteriorment, l'entitat ha anat ampliant el nombre d'esports i seccions. L'any 2007, amb motiu del 75è aniversari de la seva fundació, el Club Natació Terrassa va rebre la Placa de la Ciutat al Mèrit Esportiu.
Té diverses seccions: natació, waterpolo, patinatge artístic, bàsquet, futbol, futbet, excursionisme, karate, judo, pàdel, frontennis, pilota mà, atletisme, triatló i hoquei herba.
Diversos nedadors de l'entitat han participat en els Jocs Olímpics: Antoni Codina (1964), Natàlia Mas (1980), Cristina Rey (1992), Pau Marc Muñoz (1992 i 1996), Carles Millera (1992), Laura Roca (2000 i 2004) i Sarai Gascón (2008). Una de les millors patinadores de l'entitat és Alba Pérez, diverses vegades campiona del Món júnior i actual campiona d'Europa.

## Palmarès

### Waterpolo masculí
- 1 Copa Catalunya (2011-12)